# 劉翰東
劉 翰東（りゅう かんとう、繁体字: 劉翰東; 簡体字: 刘翰东; 拼音: Liú Hàn	dōng; ウェード式: Liu Han-tung、1894年（清光緒20年） - 1950年（民国39年）11月16日は、中華民国の軍人。字は維之。盛京将軍管轄区安東県の人。

## 事績
1915年（民国4年）に日本へ留学し、1918年（民国7年）に帰国すると保定陸軍軍官学校の入試に合格した。湖北省で実地研修を受ける。翌年、同学校の第8期砲兵科へ正式に入学し、1922年（民国11年）に卒業した。1923年（民国12年）秋に再び日本へ留学し、陸軍野戦砲兵学校でさらに学んだ。1925年（民国14年）に帰国し東北陸軍に配属され、営長に任ぜられる。1926年（民国15年）、東北陸軍砲兵司令部中校参謀に任ぜられ、同年9月、東北陸軍砲兵軍官教育班教育長兼砲兵軍士教導隊隊長に起用された。1928年（民国17年）冬、東北陸軍の再編に伴い、砲兵第7団団長に任ぜられている。
1931年（民国20年）、劉翰東は陸軍独立砲兵第8旅旅長となる。1933年（民国22年）の長城抗戦に参戦、第107師師長に昇進した。1936年（民国25年）中に陸軍少将銜、陸軍中将銜を授与されている。日中戦争（抗日戦争）勃発後の1937年（民国26年）10月、第3戦区砲兵指揮官に起用され、12月には第7戦区の砲兵指揮官も兼任した。1938年（民国27年）2月、軍訓部砲兵監に移り、1940年（民国29年）5月には軍事委員会砲兵副総指揮を兼ねる。1941年（民国30年）3月、中国国民党中央訓練団党政班第14期、1944年（民国33年）6月には陸軍大学将官班甲級第1期で、それぞれ訓練を受けた。
1945年（民国34年）9月、劉翰東は新設された遼北省政府主席に任ぜられた。国共内戦でも劉は前線の場にあったが、劣勢に恐怖して逃亡を図り、東北第5綏靖区司令官陳明仁に阻止されるという失態を犯す。しかも劉はこれに逆恨みを抱き、陳明仁が糧食の略奪行為を行ったと国民政府主席東北行轅主任の陳誠に誣告、陳明仁を解任に追いやった。陳明仁の失脚は全軍の士気阻喪をもたらし、東北前線での最終的な敗北の主因の1つとなる。1947年（民国36年）11月、劉は国民政府主席東北行轅政務委員会委員を兼任し、同年冬には行憲国民大会代表に当選した。1948年（民国37年）5月までに東北での各職から罷免されている。内戦末期に台湾へ逃亡した。1950年（民国39年）11月16日、台北市にて病没。享年57。

## 注
1. 1 2 3  徐主編（2007）、2523頁。
2. 1 2 3  劉国銘主編（2005）、541頁。
3. ↑  高（1999）、225頁。